# Szalman Lóránt
Szalman Lóránt (Kolozsvár, 1929. szeptember 11. – Marosvásárhely, 2007. április 12.) erdélyi magyar karmester, zenei szakíró.

## Életútja, munkássága
Szülővárosában a Piarista Gimnáziumban érettségizett (1948), majd a Gheorghe Dima Zeneművészeti Főiskolán végzett: zenetanári, karmester és kürt szakon szerzett oklevelet (1955). 1953–57 között a főiskola karvezetés szakán tanársegéd és a Kolozsvári Filharmónia tagja. Alapító karvezetője a marosvásárhelyi Állami Székely Népi Együttesnek (1957), itt 1958–67 között karmester-igazgató. 1969-től nyugdíjba vonulásáig (1990) a Marosvásárhelyi Filharmónia karmestere, 1970–73 és 1978–83 között igazgatója.
Számos, az Electrecord által készített hanglemezen vezényelte a Marosvásárhelyi Filharmónia zenekarát, ill. kórusát, többek között Csíky Boldizsár, Fátyol Tibor, Kozma Mátyás, Oláh Tibor, Zoltán Aladár szerzeményeinek felvételénél. Hangversenyezett számos hazai zenei központban, valamint Kelet- és Nyugat-Európában.

## Kötete
- A karvezetők kézikönyve (társszerzők Zoltán Aladár és Forró László, Marosvásárhely, 1968).

## Díjak, elismerések
- 1998-ban a Romániai Magyar Dalosszövetség Rónai Antal-díjával tüntették ki.
- 2006-ban Marosvásárhely díszpolgára lett.[1]